# 이스라엘 핀켈슈타인
이스라엘 핀켈슈타인(Israel Finkelstein, 히브리어: ישראל פינקלשטיין‎), 1949년 3월 29일 ~ )은 이스라엘의 고고학자이자 텔아비브 대학교 명예 교수이며 하이파 대학교 고고학 및 해양문화학부 학부장이다. 레반트 지역의 고고학 분야에서 활발히 활동하며 성경 역사를 재구성하는 연구를 하고 있다. 현재 레반트 지역의 청동기 시대와 철기 시대 연구에 중요한 유적인 텔 메기도 발굴을 이끌고 있다.
핀켈슈타인은 이스라엘 인문과학 아카데미의 회원이며, 프랑스 금석문·문예 아카데미의 외국인 준회원이자 미국 예술 과학 아카데미의 국제 명예 회원이다. 2005년에는 기원전 10세기와 9세기 이스라엘 역사 연구로 댄 데이비드 상을 수상했다. 2009년에는 프랑스 문화부 장관으로부터 문화예술공로훈장 슈발리에 칭호를 받았으며, 2010년에는 로잔 대학교에서 명예 박사 학위를 받았다. 중국사회과학원 상하이 고고학 포럼의 선정 위원회 위원이기도 하다.

## 배경

### 가족
이스라엘 핀켈슈타인은 1949년 3월 29일 이스라엘 텔아비브에서 아슈케나짐 유대인 가정에서 태어났다. 아버지는 츠비(그리샤) 핀켈슈타인(1908년생)이고 어머니는 미리암 핀켈슈타인(결혼 전 성 엘렌혼, 1910년생)이었다. 외증조부 슐로모 엘렌혼은 1850년대에 흐로드나(오늘날 벨라루스)에서 팔레스타인으로 와서 헤브론에 정착했다. 슐로모 엘렌혼은 예루살렘의 비쿠르 홀림 병원의 첫 번째 의사들 중 한 명이었으며, 1878년에 네 성스러운 도시 밖 팔레스타인 최초의 현대 유대인 정착촌인 페타티크바를 세우기 위해 땅을 구입한 사람들 중 한 명으로 기록되어 있다. 핀켈슈타인의 아버지는 멜리토폴(우크라이나)에서 태어났다. 그는 1920년에 가족과 함께 팔레스타인으로 왔다.
핀켈슈타인은 조엘(결혼 전 성 코헨)과 결혼하여 두 딸을 두었다.

### 교육
이스라엘 핀켈슈타인은 PICA 초등학교(1956–1963)와 아하드 하암 고등학교(1963–1967)를 모두 페타티크바에서 다녔다. 그 후 이스라엘 방위군(1967–1970)에서 복무했다. 그는 텔아비브 대학교에서 고고학과 근동 문명, 지리학을 공부하여 1974년에 학사 학위를 받았다. 그곳에서 핀켈슈타인은 요하난 아하로니 교수에게 배웠다. 이후 모세 코카비 교수의 지도를 받으며 연구 학생으로 계속 공부하여 1978년에 석사 학위(철기 시대와 페르시아-헬레니즘 시대의 야르콘강 유역 농촌 정착지에 관한 논문)를 받았다. 1983년에는 "이즈베트 사르타 발굴과 언덕 지대 이스라엘 정착지"라는 제목의 논문으로 박사 학위를 받았다.

## 학술 경력
1976년부터 1990년까지 핀켈슈타인은 바르일란 대학교 이스라엘 토지 연구학과에서 조교로 시작하여 가르쳤다. 1983~1984년도에 예루살렘 히브리 대학교 고등 연구소에서 이가엘 야딘 교수가 이끄는 연구 그룹에서 연구원으로 활동했다. 1986~1987년에는 시카고 대학교 근동어 및 문명학과에서 가르쳤다. 1987년에는 바르일란 대학교에서 종신 부교수로 임명되었고 1990년에는 텔아비브 대학교 고고학 및 고대 근동 문명학과로 옮겼다. 1992 ~ 1993년에 핀켈슈타인은 하버드 대학교 근동어 및 문명학과에서 방문학자로 안식년을 보냈다. 1992년부터 텔아비브 대학교의 정교수가 되었다. 그는 고고학 및 근동 연구학과장(1994–1998)과 소니아 마르코 나들러 고고학 연구소장(1996–2003)을 역임했다. 1998–1999년에 핀켈슈타인은 파리 소르본의 동양 고고학 연구 센터와 고등 연구 실천 학교에서 방문학자로 활동했다.
핀켈슈타인은 텔아비브 대학교 고고학 연구소의 저널인 《텔아비브》의 편집장(2008–2021)이었고, 텔아비브 대학교 고고학 연구소의 모노그래프 시리즈의 총괄 편집자(2005–2021)였다. 그는 팔레스타인 탐사 계간지와 성서학회의 고고학 및 성서 연구 시리즈를 포함한 여러 편집 위원회 위원이다.

## 현장 작업

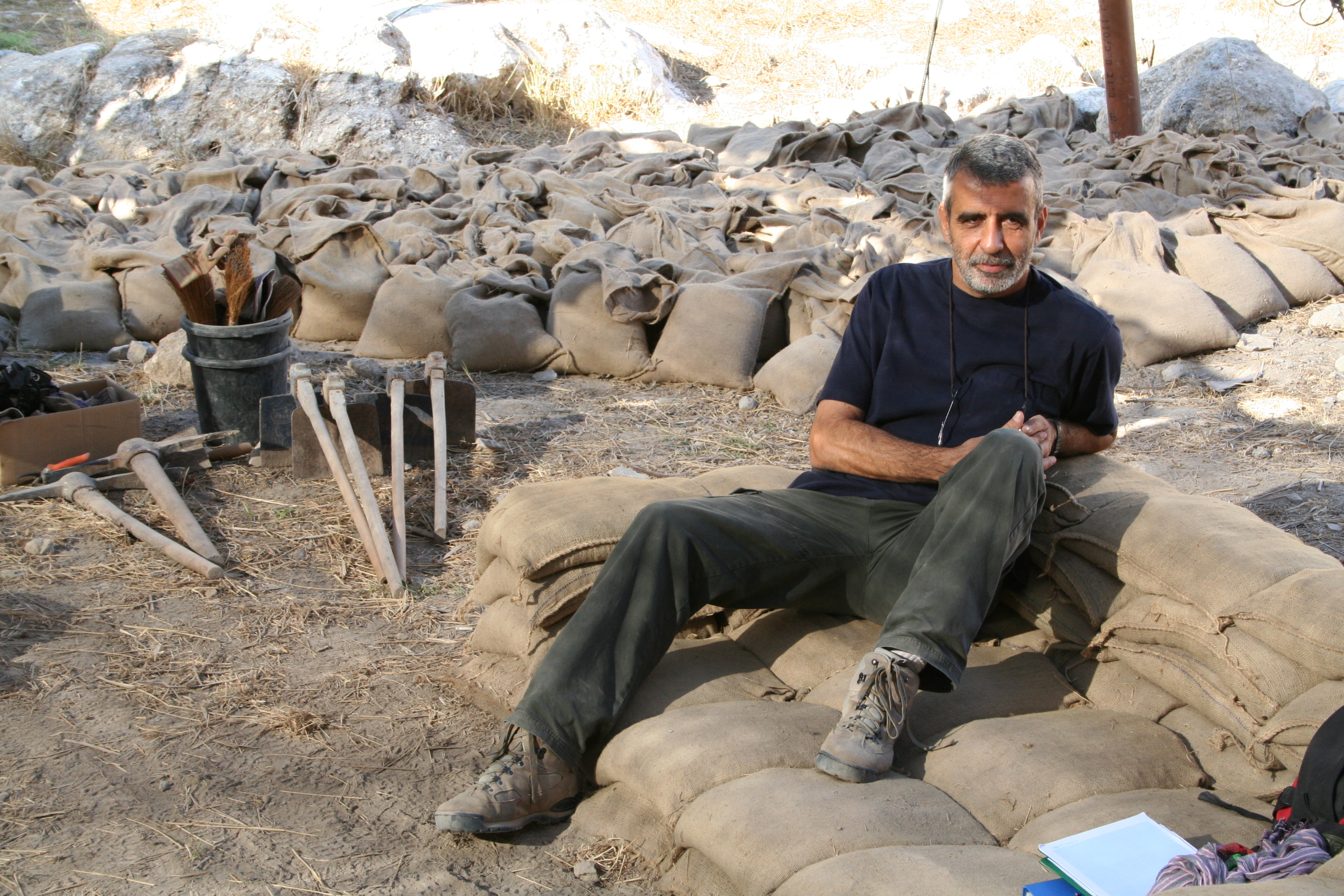
텔 메기도 발굴 지휘

핀켈슈타인은 텔 베르셰바(1971년, 감독: 요하난 아하로니)와 텔 아펙(1973–1978년, 감독: 모세 코카비, 피르히야 벡) 발굴에서 현장 고고학자로 훈련받았다. 1976년부터 그는 다양한 유적지와 지역에서 직접 현장 작업을 수행했다.

### 과거 발굴 및 조사
1976–1978년에 이즈베트 사르타, 즉 텔아비브 동쪽의 철기 I-철기 IIA 시대 마을 유적지에서 모세 코카비 교수의 밑에서 발굴을 지휘했다. 같은 해에 그는 남부 시나이의 비잔틴 수도원 유적을 조사하고, 텔아비브 근처 고대 베네베라크의 고분에서 긴급 발굴을 지휘했다. 1980년, 핀켈슈타인은 베르셰바 계곡의 철기 II 시대 유적지인 텔 이라 발굴을 공동 지휘했다.
1980년대에 핀켈슈타인은 고지대 프로젝트로 옮겨갔다. 그는 중기 청동기, 후기 청동기, 철기 I 시대 유적이 있는 실로 발굴을 지휘했다. 또 다른 종합 프로젝트는 예루살렘 북쪽 고지대 약 1000km2 지역을 다루는 남부 사마리아 조사였다. 동시에 그는 예루살렘 북동쪽 유적지에서 발굴 조사를 수행했다. 이때 예루살렘 근처 사막 지대에 있는 철기 I-초기 철기 IIA 시대 유적지인 히르베트 에드-다와라, 그리고 중기 청동기 시대 유적지인 다흐르 미르자바네를 발굴했다.
핀켈슈타인의 가장 광범위한 현장 작업은 메기도 발굴이다. 메기도는 레반트 지역에서 가장 중요한 청동기 및 철기 시대 유적지 중 하나로 여겨진다.
2006–2020년, 핀켈슈타인은 철기 시대 유적지인 아타르 하로아와 나할 보케르, 그리고 중기 청동기 시대 유적지인 마샤베 사데와 엔 지크(룻 샤하크-그로스와 함께)에서 발굴 및 지리고고학 작업의 공동 책임자였다.
2017–2019년에 핀켈슈타인은 예루살렘 서쪽 고지대의 성서 유적지인 기럇여아림에서 크리스토프 니콜과 토마스 뢰머, 콜레주 드 프랑스와 함께 슈무니스 가족 발굴을 공동 지휘했다. 이 유적지는 사무엘서의 언약궤 이야기와 관련이 있다.

## 기타 프로젝트
2009–2014년, 핀켈슈타인은 유럽 연구 위원회에서 자금을 지원받은 "고대 이스라엘 재건: 정밀 과학 및 생명 과학 관점"이라는 프로젝트의 주요 연구자였다. 바이츠만 과학 연구소의 스티브 와이너와 함께 공동 주요 연구자였다. 이 프로젝트는 방사성 탄소 연대 측정, 고대 DNA, 지리 고고학, 고기후학, 암석학, 야금학, 일상 수학, 오스트라카의 첨단 영상, 잔류물 분석, 동물 고고학 등 10개 분야로 구성되었다. 이스라엘과 그리스의 수많은 유적지에서 샘플을 채취했다.
또 다른 프로젝트는 아마르나 점토판의 암석학에 중점을 두었다.
그 외에는 2009년부터 2019년까지 텔아비브 대학교의 다프나 랑굿과 본 대학교의 토마스 리트와 함께 고기후학을 연구했고, 2016년부터 2019년까지 취리히 대학교의 콘라트 슈미트, 토마스 뢰머와 로잔 대학교의 크리스토프 니한, 텔아비브 대학교의 오데드 립슈츠와 함께 모세오경 뒤편의 고고학 및 역사적 현실을 연구했다. 2009년부터 텔아비브 대학교의 메이라브 메이리, 하이델베르크 대학교와 뮌헨 대학교의 조셉 마란과 필립 스톡햄머, 히브리 대학교의 리란 카르멜, 하버드 대학교의 데이비드 라이히와 협력하여 동물 및 인간의 고대 DNA를 연구하고 있다.
또 다른 프로젝트는 '디지털 금석학' 연구이다. 2008년부터 텔아비브 대학교의 엘리 피아세츠키와 함께 철기 시대 히브리어 비문에 디지털 알고리즘을 사용하여 연구해 왔으며, 이 연구는 나중에 성경 텍스트 조사에 컴퓨터 과학 방법을 도입하며 확장되었다.

## 학술적 기여
핀켈슈타인은 청동기 시대 고고학, 그리고 고고학에 대한 정밀 과학 및 생명 과학의 기여를 포함한 다양한 주제에 대해 글을 썼다. 그의 작업의 대부분은 철기 시대, 특히 고대 이스라엘의 역사와 관련된 질문에 집중되었다.

### 고대 이스라엘의 출현
이스라엘의 출현에 대한 고전적인 이론들은 이 과정을 이 지역 역사에서 독특한 사건으로 보았다. 핀켈슈타인은 이 과정이 순환적인 성격의 장기적인 과정이었다고 제안했다. 그는 철기 시대 I(기원전 1150–950년경)의 고지대 정착 물결이 그러한 인구 통계학적 발전의 일련의 마지막이었음을 입증했다. 핀켈슈타인의 발견에 따르면 첫 번째 정착은 초기 청동기 시대에, 두 번째 정착은 중기 청동기 시대에 일어났다. 이러한 정점 사이의 기간은 낮은 정착 활동으로 특징지어졌다. 핀켈슈타인은 이러한 진동을 좌식/목축-유목 연속체에 따른 변화로 설명했으며, 이는 사회경제적 및 정치적 역학에 의해 야기되었다. 따라서 초기 철기 시대에 고지대에 정착한 사람들의 상당 부분은 목축-유목 배경을 가진 현지인이었다. 다른 사람들은 청동기 시대 붕괴의 결과로 고지대로 이동했는데, 이는 기원전 1250–1100년경의 긴 건조 기후 기간과 관련이 있다. 결국 이 집단들이 북이스라엘 왕국을 형성했기 때문에, 초기 정착 과정부터 그들을 "이스라엘인"이라는 명칭을 사용하여 부른다. 이는 트랜스요르단과 서부 시리아의 동시대 정착 과정에도 적용되는데, 이는 나중에 철기 시대의 모압, 암몬, 아람 왕국의 출현으로 이어졌다.
핀켈슈타인은 여호수아기의 가나안 정복에 대한 성경적 기록을 기원전 7세기 후반의 신명기 저자의 이데올로기적 선언문으로 간주하며, 청동기 시대 말의 역사적 사건이라기보다는 유다 왕 요시야 시대에 사후예언적으로 "정복될" 것을 묘사한 것이라고 본다. 그는 원래의 정복 기록이 기원전 8세기 초 북이스라엘 왕국에서 시작되었을 수 있으며, 후기 청동기 시대 말(기원전 12세기 말)이 아니라 후기 철기 시대 I(기원전 10세기)의 저지대에서 발생했던 혼란에 대한 기억의 영향을 받았을 수 있다고 제안했다.

### 저연대기
1990년대까지 레반트 지역 철기 시대의 연대기는 위대한 통일 왕국인 다윗과 솔로몬에 대한 성경 기록에 기반을 두고 있었다. 이에 따라 철기 I 시대는 기원전 1000년경에 끝났고, 철기 IIA 시대는 기원전 1000년부터 파라오 셰숑크 1세(성경의 시삭)의 기원전 925년경 원정까지로 연대가 설정되었다. 메기도의 두 철기 IIA 시대 궁전은 솔로몬 제국의 물질적 표현으로 간주되었다. 1990년대 초 메기도 발굴을 준비하면서 핀켈슈타인은 이 연대기 체계에서 어려움을 발견했다. 그중에서도 10세기 중반 솔로몬 시대의 지층에서의 메기도와, 9세기 초 북이스라엘 왕국 오므리 왕조 시대의 것으로 연대가 설정된 사마리아와 이스르엘에서 유사한 물질문화적 특성이 나타난 것이 주목할 만했다. 이러한 어려움을 해결하기 위해 핀켈슈타인은 레반트 지역 철기 시대 층의 연대를 수십 년 "낮추자"고 제안했다.
핀켈슈타인의 저연대기에 따르면, 철기 시대 I은 기원전 10세기 중반까지 지속되었으며, 철기 IIA는 기원전 10세기 중반부터 기원전 800년경까지, 또는 약간 더 늦게까지 연대가 설정된다. 이는 전통적으로 솔로몬 시대의 것으로 여겨졌던 메기도 궁전과 다른 유적들이 실제로는 기원전 9세기 전반의 오므리 왕조의 노력과 관련이 있어야 한다는 것을 의미한다. 이에 대한 큰 논쟁이 뒤따랐다. 1990년대 후반부터 논의의 초점은 텔 레호브와 메기도와 같은 주요 유적지에서 발견된 유기물 샘플의 방사성 탄소 연대 측정 해석으로 옮겨갔다. 전체적으로 방사성 탄소 결과는 철기 I/IIA 전환기가 기원전 10세기 중반경(전통적으로 제안된 기원전 1000년이 아니라)에, 철기 IIA/B 전환기가 기원전 8세기 초(기원전 925년경이 아니라)에 일어났음을 보여준다. 이 데이터는 레반트를 넘어, 특히 에게해 분지의 연대기에 광범위한 영향을 미친다.
동시에, 그리고 직접적으로 연결되지는 않았지만, 핀켈슈타인은 철기 I 시대 블레셋 도기의 연대기를 다루었다. 전통적인 이론은 블레셋 도기의 출현, 즉 레반트 남부 해안 평야에 블레셋의 정착을 기원전 12세기 초 람세스 3세와 바다 민족의 대결에 맞추어 비정하였다. 즉, 블레셋의 도기는 가나안에 대한 이집트 통치의 마지막 단계에 나타난다. 핀켈슈타인은 블레셋의 여러 유적지에서 알려진 현지 제작 단색 도기(블레셋 정착의 초기 단계를 나타내는 것으로 널리 이해됨)는 기원전 1130년대 이집트가 가나안에서 철수한 뒤로 연대를 정해야 한다고 제안했다.
핀켈슈타인은 다윗과 솔로몬 시대에 대한 성경의 묘사가 여러 층으로 이루어져 있다고 본다. 그는 다윗 왕조 창건자들의 역사성을 인정하고, 그들을 기원전 10세기에 위치시키며, 다윗의 권력 상승에 대한 묘사가 유다 남부 변두리에서 활동했던 하비루 집단의 지도자로서의 활동에 대한 오래된 기억을 숨기고 있을 가능성을 고려한다. 그러나 그는 위대한 통일 왕국에 대한 묘사를 기원전 7세기 후반의 후기 왕조 시대 저자의 이데올로기적 구성, 특히 유다 왕 요시야 시대의 범이스라엘 이데올로기를 대표하는 것으로 본다. 그에 따르면 역사적 다윗과 솔로몬은 남부 고지대의 작은 영토, 즉 후기 청동기 시대 예루살렘과 크게 다르지 않은 영토를 다스렸다.
핀켈슈타인은 솔로몬에 대한 묘사의 상당 부분이 후기 왕조 시대의 현실을 반영한다고 본다. 특히 두 개의 층이 있다고 보았는데, 첫째는 북이스라엘 왕국의 후기 시대(예를 들어, 열왕기상 9장 15절의 메기도, 하솔, 게셀 언급과 솔로몬의 마구간, 말, 전차)이고 둘째는 기원전 7세기 초 아시리아 지배하의 유다 왕 므나쎄 시대(예를 들어, 스바 여왕의 예루살렘 방문)이다. 그는 성경에 나오는 블레셋에 대한 묘사를 후기 왕조 시대 블레셋의 현실을 묘사하는 것으로 이해한다.

### "신 가나안"
메기도 발굴 결과에 따라 핀켈슈타인은 북부 계곡의 철기 I 시대 물질문화가 후기 청동기 시대의 물질문화를 이어간다고 주장했다. 즉, 기원전 12세기 후반 이집트 지배하의 후기 청동기 도시국가들의 붕괴 이후, 철기 I 시대에 일부 동일한 중심지들이 부활하고 다른 중심지들이 부상했다. 그는 이러한 현상을 "신 가나안"이라고 불렀다. 따라서 가나안 물질문화의 큰 단절은 후기 청동기 시대 말보다는 기원전 10세기 철기 I 시대 말에 일어났다. 핀켈슈타인은 부활한 도시국가들의 폭력적인 파괴를 고지대 주민들(초기 이스라엘인)의 팽창과 연결시켰다. 그는 철기 I 시대 후반 저지대의 혼란에 대한 기억이 사사기의 영웅적인 이야기들에서 가나안 도시들과의 전투에 대한 북부 전통에서 발견될 수 있다고 제안했다.

### 북왕국
핀켈슈타인은 북이스라엘 왕국의 고고학과 역사와 관련된 다양한 주제를 다루었다. 그는 최초의 북이스라엘 영토 정치체가 철기 I 시대 후반과 철기 IIA 시대 초반에 기브온-베델 고원에서 출현했다고 제안했다. 그는 텔 엔 나스베, 히르베트 에드 다와라, 에트 텔("아이") 및 기브온과 같은 요새화된 유적지에서 이에 대한 고고학적 증거를 발견했다. 이 정치체의 존재에 대한 역사적 증거는 기원전 10세기 중반에서 후반에 이 지역에서 발생한 파라오 셰숑크 1세의 원정에서 찾을 수 있다. 핀켈슈타인에 따르면, 성경에 나타난 사울 가문에 대한 긍정적인 기억은 이 초기 이스라엘 공동체를 대표한다. 그는 이 북이스라엘 정치체가 고지대의 많은 영토를 다스렸고, 가나안에 대한 22대 왕조 이집트의 이해관계에 위협을 가했으며, 셰숑크 1세의 원정 중에 점령당했다고 분석했다.
핀켈슈타인은 초기 북왕국(여로보암 1세와 그 후계자들)이 사마리아 고지대, 길르앗 서쪽 경사면, 그리고 이스르엘 계곡 지역을 다스렸다고 제안했다. 이스라엘의 더 북쪽으로의 확장은 기원전 9세기 전반의 오므리 왕조 시대에 일어났고, 기원전 8세기 전반의 여로보암 2세 시대에는 더욱 심화되었다. 핀켈슈타인은 오므리 왕조 건축의 특별한 특징들을 설명했으며, 메기도 팀과 함께 야금술과 숭배 관습과 같은 북왕국의 물질문화와 관련된 다양한 주제들을 다루었다.
핀켈슈타인은 또한 창세기의 야곱 이야기(토마스 뢰머와 함께 수행한 연구), 출애굽 전통, 판관기의 영웅적인 이야기, 사무엘서와 열왕기의 왕조 전통 잔재 등 북왕국과 관련된 성경 전통에 대해서도 고찰했다. 그는 이러한 북이스라엘 전통이 기원전 8세기 전반 여로보암 2세 시대에 처음 문서화되었으며, 아시리아가 이스라엘을 점령한 후 이스라엘 난민들과 함께 유다로 전해졌고, 나중에 유다 중심의 성경에 편입되었다고 제안했다. 핀켈슈타인은 왕실 이데올로기에 "역사"를 활용하는 성경 장르가 기원전 8세기 이스라엘(북쪽)에서 유래했다고 본다.

### 예루살렘의 고고학과 역사
핀켈슈타인은 이도 코흐, 오데드 립슈츠와의 공동연구에서 고대 예루살렘 고분의 위치를 다루었다. 기존의 통설은 "다윗 성" 능선이 예루살렘의 원래 정착지 위치라고 본다. 핀켈슈타인과 그의 동료들은 "다윗 성" 능선이 고분의 실루엣을 가지고 있지 않고, 주변 지역에 비해 지형적으로 열등한 위치에 있으며, 능선의 고고학적 기록에 신뢰할 수 있는 문헌 기록에 나타난 거주 기간이 포함되어 있지 않다고 주장했다. 그들에 따르면, 고대 예루살렘의 핵심부에 가장 적합한 위치는 성전산이다. 헤로데 시대 플랫폼(오늘날의 하렘 에쉬-샤리프)의 넓은 지역은 5헥타르 이상의 고분을 숨기고 있을 수 있으며, 이는 레반트의 다른 수도와 마찬가지로 왕궁과 주거 지역을 모두 포함했을 것이다. 고대 예루살렘의 고분을 성전 산에 위치시키는 것은 "다윗 성" 능선과 관련된 많은 어려움을 해결한다.
핀켈슈타인에 따르면, 성경 시대 예루살렘의 역사는 세 가지 주요 단계로 보아야 한다.
첫 단계인 기원전 9세기까지 예루살렘은 성전 산 고분으로 제한되었으며, 남부 고지대의 작은 지역을 다스렸다. 따라서 다윗과 솔로몬 시대의 예루살렘은 기원전 14세기 아마르나 시대의 예루살렘과 비교될 수 있다. 당시 예루살렘은 전형적인 고지대 고분(예: 세겜)의 크기였고, 제한된 지역을 다스렸지만, 고지대 너머로도 여전히 영향력을 미쳤다.
둘째 단계인 예루살렘의 첫 확장은 기원전 9세기, 아마도 후반부에 도시가 남쪽으로 크게 확장되면서 시작되었다. 철기 IIA 시대의 유적은 알-아크사 모스크 남쪽, 기혼 샘 위, 그리고 구시가지 분변문 남쪽에서 발굴되었다. 이러한 발전과 병행하여 유다는 서쪽의 셰펠라와 남쪽의 베르셰바 계곡으로 확장되었고, 처음으로 고지대에 국한된 도시국가가 아닌 영토 왕국이 되었다.
셋째 단계이자 예루살렘 정착 역사에서 가장 인상적인 단계는 기원전 8세기 후반에 시작되어 기원전 586년 바빌로니아인에 의한 파괴까지 지속되었다. 이 시기에 예루살렘은 "다윗 성" 능선 전체와 "서부 언덕"(오늘날 구시가지의 아르메니아인 및 유대인 지구)을 포함하도록 극적으로 확장되었다. 이러한 확장은 기원전 722–720년 북왕국 멸망 후 이스라엘 난민들의 유입으로 인한 것이었다. 이 집단들은 북부 물질문화의 특성과 더 중요하게는 그들의 건국 신화, 왕조 전통, 영웅적인 이야기들을 가져왔다. 이러한 북부 전통은 나중에 유다 성경에 편입되었다.

### 페르시아 및 헬레니즘 시대의 예루살렘과 유다
핀켈슈타인은 페르시아 시대에 예루살렘이 성전산의 고분으로 제한되었고(그곳조차 드물게 정착되었음), 당시 유다도 인구 밀도가 낮았다고 지적했다. 느헤미야기 3장에 나오는 예루살렘 성벽 건설에 대한 묘사가 큰 도시(성전산의 옛 고분을 넘어 확장된)와 관련되어야 하므로, 이는 아마도 하스몬 왕조에 의한 요새 건설을 묘사하는 것일 것이다.
핀켈슈타인은 또한 에즈라와 느헤미야의 귀환자 명단에 언급된 많은 유적지들이 페르시아 시대에는 사람이 살지 않았으므로, 이 명단들이 하스몬 시대의 인구 통계 상황을 반영하는 것으로 보았다. 그의 견해로는 역대기상 1장에 나오는 족보들도 마찬가지이다. 핀켈슈타인은 이어서 열왕기에는 나타나지 않는 역대기하 2장에 나오는 유다 왕들의 기록을 살펴보았다. 그는 이 텍스트들과 마카베오상 1장 사이의 유사점에 주목하며, 역대기를 하스몬 왕조의 정당성 필요를 나타내는 것으로 이해해야 한다고 제안했다. 이는 적어도 역대기하 2장이 기원전 2세기 후반, 아마도 요한 히르카노스 시대의 것으로 연대를 정해야 한다는 것을 암시하는 것으로 해석되었다.

### 이스라엘과 유다의 서기관 활동
이스라엘과 유다에서 비문의 출현 및 문자 보급 시기를 밝히는 것은 히브리 왕국의 물질문화와 성경 역사 기록 연구에 광범위한 영향을 미친다. 핀켈슈타인은 이 주제의 세 가지 측면을 다루었다.
첫째로, 벤자민 사스와 함께 기원전 800년경 이전의 알파벳 비문에 대한 새로운 연대 측정 방법을 제안했다. 과거에는 이 비문들의 연대 측정이 성경 본문 해석에서 비롯된 가정에 기반을 두었다. 예를 들어, 기원전 10세기 다윗 왕의 궁정에 서기관이 언급된 것과 같은 경우이다. 그러나 이는 성경 본문이 과거의 상황보다 저자 시대의 현실을 더 잘 묘사할 수 있으므로 순환 논증이 된다. 따라서 핀켈슈타인과 사스는 비문의 고고학적 맥락, 즉 특정 비문이 발견된 층, 도기류에 따른 상대 연대기, 14c 연대 측정에 따른 절대 연대기에 초점을 맞췄다. 그들은 원가나안 문자가 기원전 9세기까지 계속되었으며, 히브리 문자는 기원전 9세기 후반까지 나타나지 않았다는 것을 보여주었다.
둘째로, 고대 비문의 고고학적 맥락을 면밀히 조사하는 동일한 방법론으로 핀켈슈타인은 유다에서 서기관 활동의 시작을 기원전 8세기 후반(이스라엘보다 약 1세기 늦음)으로 연대 측정했으며, 그곳에서 문자가 7세기에만 보급되었음을 보여주었다.
셋째로, 핀켈슈타인이 이끄는 연구 그룹은 컴퓨터 과학 방법을 제1성전 시대 히브리 오스트라카 연구에 도입했다. 이 그룹은 비문의 다중 스펙트럼 영상, 그리고 사마리아와 아라드 오스트라카의 "필체" 수에 집중하였다. 후자는 이스라엘과 유다에서 성경 본문을 구성하는 능력과 문해력을 더 잘 이해하는 데 도움이 된다.

### 요르단 고고학
요르단 고고학에 대해 핀켈슈타인은 창세기 속 모압에 대한 재구성을 제안하고, 기원전 9세기 후반 메샤 비문에 언급된 모압의 두 유적지에서 오므리 왕조 건축의 특징을 지적했다. 또한 그는 트랜스요르단 고지대의 정착 역사, 동부 아라바 계곡의 구리 산업, 그리고 길르앗, 암몬, 에돔의 유적지에 대해 논의했다.

### 건조 지대의 고고학과 역사
핀켈슈타인의 연구(룻 샤하크-그로스 외 다수와 함께)에서 중요한 주제는 건조 지대, 특히 네게브 고지대의 고고학과 역사이다. 핀켈슈타인은 이 지역에서 두 차례의 활동 물결에 집중했다.
첫째는 초기 청동기 시대와 중기 청동기 시대였다. 그는 이러한 활동 물결이 초기 청동기 III 시대와 중기 청동기 시대 전반부(기원전 2900–2200년경)에 일어났음을 보여주었다. 유적지 주민들은 목축업에 종사했지만 계절 농업은 하지 않았다. 이 정착 물결의 주요 동기는 고대 이집트 왕조의 구리 수요였으며, 이는 아라바 계곡의 구리 생산을 가속화했다. 네게브 고지대 유적지의 활동은 고대 왕조의 쇠퇴와 함께 중단되었다.
둘째는 철기 시대의 초기 단계(기원전 950–850년경). 중점은 이전에 고대 이스라엘 통일 왕국이 건설한 요새로 묘사되었던 유적지들이다. 핀켈슈타인과 그의 동료들은 이 유적지들이 현지 주민들에 의해 건설되었으며, 이 경우에도 목축업에 종사했지만 계절 농업은 하지 않았음을 보여주었다. 그리고 다시 한번, 이 지역의 번영은 아라바 계곡의 구리 생산과 관련이 있었다. 또 다른 프로젝트는 이 지역의 물 웅덩이와 저수지에 중점을 두었다. 이는 "개방형"(바위를 깎지 않은) 물 저수지가 철기 시대로만 연대가 지정되었지만, 실제로는 초기 청동기 시대부터 중세 시대까지 가장 일반적인 물 공급 방법이었음을 보여주었다.

### 고고학 과학
핀켈슈타인은 고고학에 정밀 과학 및 생명 과학 방법과 기술을 도입하는 데 선구적인 역할을 했다. 그는 특히 방사성 탄소, 고고학 자기학, OSL(광학적으로 자극된 발광)과 같은 고급 연대 측정 방법을 강조했다. 또한 지질 고고학(고대 유적지의 퇴적물 분석을 통해 거주자들의 생계 패턴을 파악), 도자기 용기의 분자 잔류물(동아시아와의 초기 무역 연결을 시사), 고고학 야금학 연구에 참여했다.
세 가지 분야에 특별히 이런 것을 적용했다. 첫째는 갈릴리 호수와 사해에서 추출된 퇴적물 속 꽃가루를 통한 레반트의 고기후이다. 이 연구는 청동기 시대와 철기 시대의 기후 변화 패턴을 밝혀냈으며, 특히 후기 청동기 시대 후반의 건조 기간에 대한 증거는 "위기 시대" 동안 고대 문명의 붕괴에 주요 동력이었다. 둘째는 청동기 시대 및 철기 시대 개인의 고대 DNA 연구(히브리 대학교 및 하버드 대학교 연구원들과 함께)였다. 이는 기원전 3천년기 및 2천년기에 고대 근동 북동쪽에서 레반트로의 집단 이주를 시사했다. 셋째는 고대 비문 및 텍스트 연구에 컴퓨터 과학 방법을 도입한 것이다. 히브리 오스트라카에 관한 한 가지 방향은 위에 설명되었고, 다른 방향(엘리 피아세츠키, 나훔 데르쇼비츠, 토마스 뢰머와 함께)은 성경 본문 내에서 장르를 구분하려는 시도를 다룬다.

## 출판물
위에서 언급된 발굴 보고서 외에도.
- 시나이 고대 유적, 텔아비브, 1980, 히브리어 (제브 메셸과 공동 편집).
- 이스라엘 정착지의 고고학, 예루살렘, 1988, ISBN 965-221-007-2.
- 베냐민 고지대 고고학 조사, 예루살렘, 1993, ISBN 965-406-007-8 (이츠하크 마겐과 공동 편집).
- 유목 생활에서 군주제로: 초기 이스라엘의 고고학적 및 역사적 측면, 예루살렘, 1994, ISBN 965-217-117-4 (나답 나아만과 공동 편집).
- 변두리에서 살기: 청동기 및 철기 시대 네게브, 시나이 및 인접 지역의 고고학과 역사, 셰필드, 1995, ISBN 1-85075-555-8.
- 성경의 재발견: 고대 이스라엘과 성경 원문의 기원에 대한 고고학적 새로운 시각, 뉴욕, 2001, ISBN 0-684-86912-8 (닐 애셔 실버먼과 공동 저술). 12개 언어로 번역됨.
- 다윗과 솔로몬: 성경의 신성한 왕들과 서양 전통의 뿌리를 찾아서, 뉴욕, 2006, ISBN 0-7432-4362-5 (닐 애셔 실버먼과 공동 저술). 6개 언어로 번역됨.
- 역사적 이스라엘을 찾아서: 초기 이스라엘의 고고학과 역사를 논하다, 애틀랜타, 2007, ISBN 978-1-58983-277-0 (아미하이 마자르와 공동 저술).
- 성경의 땅의 고고학자, 몽트루주, 2008, 1970년 이후 성경 고고학의 발전을 보여주는 6개 개정 번역 영어 논문, ISBN 978-2-227-47521-2.
- 잊혀진 왕국: 북이스라엘의 고고학과 역사, 애틀랜타, 2013, ISBN 978-1-58983-910-6. 4개 언어로 번역됨.
- 에즈라, 느헤미야, 역대기 뒤편의 하스몬 현실, 애틀랜타, 2018.
- 토라의 기원: 새로운 만남, 새로운 관점, 몽트루주, 2019, 영어판에 상응하는 것이 없는 개정 논문의 또 다른 주제별 선택, ISBN 978-2-227-49470-1 (토마스 뢰머와 공동 저술).
- 성경 역사 기록에 관한 에세이: 여로보암 2세부터 요한 히르카누스까지, 튀빙겐, 2022.
- 우주의 중심 예루살렘: 그 고고학과 역사 (기원전 1800-100년), 애틀랜타, 2024, ISBN 978-1-62837-601-2.

### 논문
약 450편의 학술 논문. 이들 중 다수는 Academia.edu의 출판물 목록을 참조.

### 헌정 논문집
핀켈슈타인은 나답 나아만, 벤자민 사스, 데이비드 우시슈킨에게 헌정 논문집을 공동 편집했으며, 자신을 기리는 두 권의 헌정 논문집도 받았다.
- 베네 이스라엘: 이스라엘과 레반트 청동기 및 철기 시대 고고학 연구, 이스라엘 핀켈슈타인 헌정 논문집, 라이덴 및 런던, 2008 (알렉산더 판탈킨, 아사프 야수르-란다우 편집).
- 이스라엘 재고: 고대 이스라엘의 역사 및 고고학 연구, 이스라엘 핀켈슈타인 헌정 논문집, 위노나 레이크, 2017 (오데드 립슈츠, 유발 가돗, 매튜 J. 아담스 편집).

## 유튜브 시리즈
슈무니스 가족의 이스라엘 핀켈슈타인과의 고대 이스라엘 고고학 및 역사 대화 시리즈는 W.F. 올브라이트 고고학 연구소의 앨브라이트 라이브 유튜브 채널에서 진행하는 유튜브 시리즈이다. 2021년 9월 현재 26개의 에피소드가 공개되었다. 이 시리즈는 앨브라이트 연구소장 매튜 J. 아담스와 고고학자 이스라엘 핀켈슈타인 간의 인터뷰 형식 대화로 진행된다. 에피소드들은 고고학, 고대 근동 문서 자료, 성경, 그리고 후기 청동기 시대부터 헬레니즘 시대까지의 고고학을 통해 밝혀진 고대 이스라엘의 부상을 다룬다. 에피소드는 이스라엘 핀켈슈타인과 매튜 J. 아담스가 글을 쓰고 감독하며, 유발 판이 촬영과 편집을 맡았다. 이 시리즈는 제후티 프로덕션과 앨브라이트 연구소가 슈무니스 가족 재단의 후원을 받아 제작했다.

## 수상 및 인정
핀켈슈타인은 2005년 댄 데이비드 상을 수상했다. 선정 위원회는 그를 "레반트 고고학 분야의 선도적인 학자이자 고고학 지식을 성경 이스라엘 역사 재구성에 적용하는 최고의 전문가로 널리 인정받고 있다. 그는 고고학과 정밀 과학을 창의적으로 연결하는 데 탁월하며, 이 분야들 중 다수를 혁신했다. … 핀켈슈타인은 기원전 10세기와 9세기 이스라엘 역사를 급진적으로 재검토하는 데 영향을 미쳤다. 그는 이스라엘 대학에서 역사 및 고고학 연구를 '기념비적' 연구에서 '체계적' 연구로 전환시켰다."라고 언급했다.
2014년, 핀켈슈타인은 그의 저서 "잊혀진 성경 왕국 (Le Royaume biblique oublié)"으로 프랑스 학술원(Institut de France), 금석문·문예 아카데미(l'Académie des Inscriptions et Belles-Lettres)의 Prix Delalande Guérineau를 수상했다.
그는 2017년 매칼리스터 현장 고고학상(미국 동양 연구 학교)을 수상했다.
그의 다른 수상 경력으로는 프랑스 문화예술공로훈장 슈발리에(2009년)와 로잔 대학교 명예 박사 학위(2010년)가 있다.

## 비판
핀켈슈타인의 사울, 다윗, 솔로몬에 대한 이론은 다른 고고학자들로부터 비판을 받았다. 아미하이 마자르는 핀켈슈타인의 저연대기 제안을 "시기상조이며 받아들일 수 없다"고 묘사했다. 암논 벤-토르는 그가 "더블 스탠더드"를 사용했다고 비난하며, 성경 본문이 자신에게 적합할 때는 인용하고 그렇지 않을 때는 사용을 비난했다고 지적했다. 다른 비판은 윌리엄 G. 데버(저연대기를 "특이하다"고 일축함), 로렌스 스테이거, 도론 벤-아미, 라즈 클레터, 아나벨 자르제키-펠레그 등으로부터 나왔다. 데이비드 우시슈킨은 핀켈슈타인의 통일 왕국에 대한 많은 이론에 동의함에도 불구하고, 핀켈슈타인의 저연대기에 대해 의구심과 유보적인 태도를 보였다.
《성서 고고학 리뷰》와 《미국 동양 연구 학교 회보》에 글을 기고하면서, 윌리엄 G. 데버는 《성경의 재발견》을 "뒤얽힌 이야기"라고 묘사하며 "이 영리하고 유행을 따르는 작품은 일반 독자를 속일 수 있다"고 썼다. 고대 근동 역사가 케네스 키친도 이 책을 비판하며 다음과 같이 썼다. "[이] 책을 주의 깊게 비판적으로 읽어보면 – 고고학과 성경 기록에 대해 할 말이 많지만 – 매우 광범위하게 상상력에 기반한 허구이며, 이 주제에 대한 진지하거나 신뢰할 수 있는 설명이 아님을 알 수 있다. 그들의 출애굽 처리는 이 저자가 읽은 것 중 가장 사실을 무지하고 오도하는 것 중 하나이다." 또 다른 복음주의자 리처드 헤스도 비판적이었는데, 그는 "저자들은 항상 자신들의 고고학적 데이터 해석을 제시하지만, 동시대의 다른 접근법을 언급하거나 상호 작용하지 않는다. 따라서 이 책은 이데올로기적으로 주도되고 통제된다"고 썼다.
2004년, 핀켈슈타인과 윌리엄 G. 데버 간의 논쟁은 《성서 고고학 리뷰》 편집자 허셸 섕크스의 중재로 이루어졌지만, 곧 모욕으로 변질되었다. 데버는 핀켈슈타인을 "특이하고 독단적"이라고 불렀고, 핀켈슈타인은 데버를 "자유주의자로 위장한 성서 문자주의자"라고 일축했다. 섕크스는 두 사람 간의 논쟁을 "당황스럽다"고 묘사했다.
《잊혀진 왕국》 출간 후, 데버는 다시 핀켈슈타인을 맹렬히 비난했다. 그는 《성서 고고학 리뷰》에 글을 기고하며 핀켈슈타인을 "마술사이자 쇼맨"이라고 묘사했다. 그는 이 책이 "수많은 오류, 왜곡, 과도한 단순화 및 모순"으로 가득 차 있다고 주장했다. 같은 잡지에서 아론 버크는 더 온건한 서평을 썼다. 버크는 핀켈슈타인의 책을 "야심적"이라고 묘사하고 문학적 스타일을 칭찬했지만, 핀켈슈타인의 결론을 받아들이지는 않았다. 그는 이 책이 고고학, 성경 및 외경 자료로 증명할 수 없는 여러 추측을 포함하고 있다고 주장했다. 그는 또한 핀켈슈타인이 고대 이스라엘 발전에서 다윗의 역할을 지속적으로 평가절하하려 한다고 비판했다.